# Kéked
Kéked község Borsod-Abaúj-Zemplén vármegye Gönci járásában.

## Fekvése
A vármegye északi, a Zempléni-hegység északnyugati szélén helyezkedik el, a szlovák határ közelében, nem messze a Hernádtól, a folyó bal parti oldalán. Különálló településrésze Felsőkéked, mely a központjától csaknem másfél kilométerre északra helyezkedik el, már egészen a határ közelében.
A vármegyeszékhely Miskolctól közúton 76 kilométerre északkeletre található; a két legközelebbi város Gönc és Pálháza.
A közvetlen szomszédos települések a határ magyar oldalán: dél felől Pányok, délnyugat felől pedig Abaújvár; kelet felől Füzérhez tartozó külterületek határolják, de az a település egyébként messzebb esik Kékedtől, abban az irányban a legközelebbi község Hollóháza (amellyel viszont közvetlenül nem határos).
A határ szlovák oldalán a legközelebbi települések: észak felől Abaújnádasd  (Trstené pri Hornáde), nyugat felől pedig Abaújszina (Seňa) és a vele szinte teljesen összeépült Kenyhec (Kechnec).

### Megközelítése
Csak közúton közelíthető meg, Gönc és Abaújvár felől a 3709-es, Pálháza-Hollóháza felől pedig a 3719-es úton. Felsőkéked a központjától a 37 115-ös számú mellékúton érhető el, felvidéki szomszédai közül pedig csak Abaújnádasddal van közúti kapcsolata: a 3709-es út ugyanis egészen az országhatárig húzódik, onnan pedig a szlovákiai 3342-es út folytatódik észak felé (egészen Hernádzsadányig).

## Története
A települést 1297-ben említik először Keked írásmóddal. 1317-ben Kekud, 1319-ben Quequed, 1332-1335 között Quequed, Kykit, Kekuk és Kekud alakban írva említik nevét. A település nevét az 1297-1317-es évekből tanúk és királyi ember nevéből ismerjük.
1332-ben már egyházas hely volt, papja a pápai tizedjegyzék szerint ekkor 12, 1333-ban 8, 1334-ben 3, 1335-ben 2 garas pápai tizedet fizetett. 1319-ben Pányokkal szomszédosnak említik. Kastélya gótikus eredetű, a 15. században épült, később reneszánsz stílusban építették át. A mai Kéked 1943-ban jött létre Alsó- és Felsőkéked egyesítéséből
2013. október 21-én felavatták a Kéked-Abaújnádasd közötti 2,8 km hosszú összekötő utat.

## Közélete

### Polgármesterei
- 1990–1994: Molnár Istvánné Hunkár Gyöngyi (független)[5]
- 1994–1998: Hunkár Gyöngyi (független)[6]
- 1998–2001: Hunkár Gyöngyi (független)[7]
- 2001–2002: Hunkár Sándor László (független)[8][9]
- 2002–2006: Weszelovszky Márius (független)[10]
- 2006–2010: Hunkár Sándor László (független)[11]
- 2010–2014: Hunkár Sándor (független)[12]
- 2014–2019: Hunkár Sándor László (független)[13]
- 2019–2024: Maczega Márton (független)[14]
- 2024– : Maczega Márton (független)[1]

A településen 2001. november 25-én időközi polgármester-választást tartottak, az előző polgármester lemondása miatt.

## Népesség
A település népességének változása:
| Lakosok száma | 184  | 185  | 178  | 207  | 197  | 252  | 257  |
|               | 2013 | 2014 | 2015 | 2021 | 2022 | 2023 | 2024 |

A 2001-es népszámláláson a település lakosságának 97%-a magyar, 3%-a cigány nemzetiségűnek vallotta magát.
A 2011-es népszámlálás során a lakosok 100%-a magyarnak, 16,4% cigánynak, 1,1% németnek, 0,5% örménynek, 2,1% szlováknak mondta magát (a kettős identitások miatt a végösszeg nagyobb lehet 100%-nál). A vallási megoszlás a következő volt: római katolikus 82%, református 10,6%, görögkatolikus 1,6%, evangélikus 0,5%, felekezeten kívüli 1,1% (4,2% nem válaszolt).
2022-ben a lakosság 65,5%-a vallotta magát magyarnak, 36,5% szlováknak, 18,8% cigánynak, 10,2% szlovénnek, 1,5% egyéb, nem hazai nemzetiségűnek (3% nem nyilatkozott; a kettős identitások miatt a végösszeg nagyobb lehet 100%-nál). Vallásuk szerint 46,2% volt római katolikus, 8,1% református, 1,5% görög katolikus, 1% egyéb keresztény, 0,5% evangélikus, 15,2% felekezeten kívüli (26,9% nem válaszolt).
A Schengeni egyezmény és az új út elkészülte után ugyanakkor a település visszakerült Kassa vonzáskörzetébe, ennek nyomán 2018-ra a település lakosságának 30%-át Kassáról kitelepült szlovákok teszik ki.

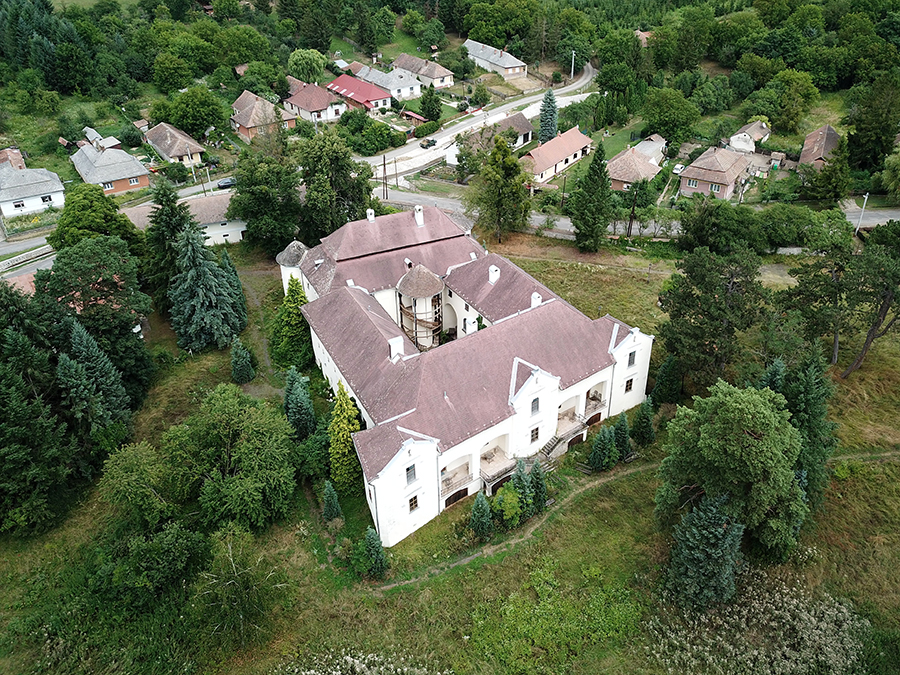
Kéked - Melczer várkastély légi fotón

## Látnivalók

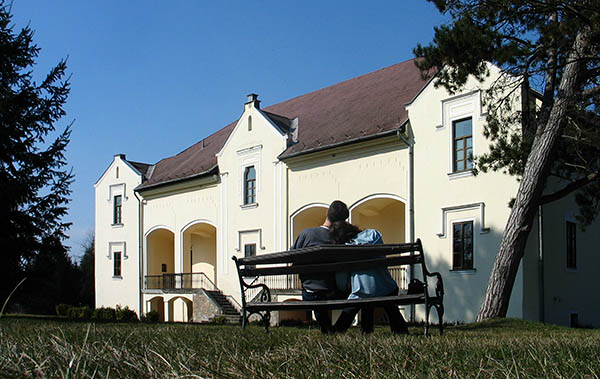
A Melczer-kastély parkja

- Melczer-kastély: A gótikus eredetű 15-16. századi, hengeres saroktornyos, zárt udvaros Melczer-kastély (udvarház), mai formáját a 17.-19. században nyerte el. A kastélyban 1979-től folytak műemléki helyreállítási munkálatok. Jelenleg kastélyszállóként működik.
- Római katolikus templom (Szentháromság): A 15. században épült, 1729-ben barokk stílusban átépítették. A templom szentélyében copf stílű örökmécses áll.
- Mátyás-forrás és fürdő: Alsó-kékeden, a Szurok-hegy alatt ered a melegvízű forrás, amelynek a 15. századtól használták a környékbeliek fürdésre és gyógyításra. A hagyomány szerint Mátyás király is megfürdött vizében, innen kapta nevét. A fürdőtől nem messze áll három kocsányos tölgy, mely a legenda szerint szintén Mátyáshoz köthető, úgy tartják maga a király ültette.[20] A fürdőtelep a falutól körülbelül 200 méterre keletre épült fel. A forrásra építettek egy strandfürdőt és egy kádfürdőt. A forrás 22 °C-os, kénes vizét főleg csúzos, ízületi és köszvényes bántalmaktól szenvedőknek ajánlották. A fürdő a második világháborúban elpusztult, miután helyreállították 1954-től a Megyei Tanács üdülőjeként működött. A fürdő már nem üzemel, de a kúriában turistaszállást alakítottak ki. A hagyomány úgy tartja, hogy a forrás kékes vizéről kapta a település a nevét.